# Форбс (журнал)

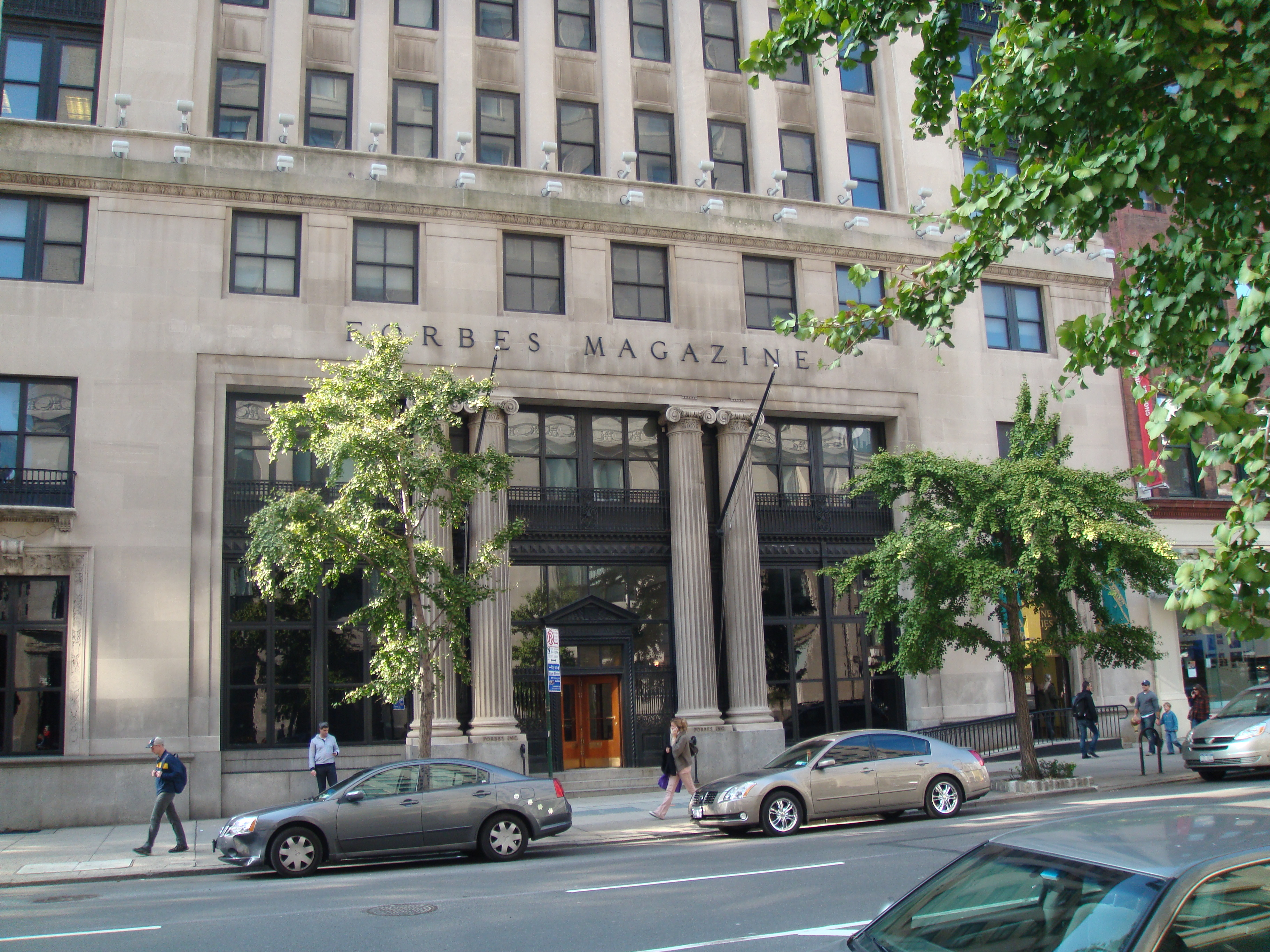
Редакція журналу «Форбс» у Нью-Йорку

«Форбс» (англ. “Forbes”) — американський діловий журнал, один із найавторитетніших і найвідоміших економічних друкованих видань у світі. Заснований у 1917 році Бертом Форбсом. Журнал відомий завдяки рейтинговим спискам найзаможніших людей світу, пише про історії успіху і поразок підприємців, нові ідеї для бізнесу та інвестицій, публікує авторитетні рейтинги. Forbes має доступ до перших осіб компаній, політиків і лідерів думок і отримує інформацію від найбільш обізнаних джерел.
Гасло журналу: «Знаряддя капіталіста» (англ. The Capitalist Tool).

## Історія створення

### 1917—1947
Засновником Forbes був Берті Чарльз Форбс. Він народився у шотландському місті Нью-Дір. Деякий час працював журналістом у місцевій газеті.
У 1901 Форбс переїздить до Йоганнесбургу, де працює у газеті Rand Daily Mail, а за три роки іммігрує до США. Там Форбс починає працювати в New York American у медіамагната У. Р. Хьорста, стає фінансовим журналістом.
У 1917 разом з партнером Волтером Дреєм (з маловідомого Magazine of Wall Street) засновують журнал Forbes. Спочатку виданню планували дати назву «Справи і їх вершителі» (англ. «Doers and Doings»). Проте саме Дрей переконав Форбса дати виданню своє прізвище.
Перший номер журналу ціною в 15 центів побачив світ 15 вересня 1917.
У 1918 публікує рейтинг 30 найбагатших американців, який очолив Джон Девісон Рокфеллер.
За кілька років від свого заснування Forbes увійшов до списку найбільш популярних ділових видань Сполучених Штатів. За десять років після свого заснування журнал оцінювався у 10 млн доларів, хоча ситуація для видання була не найлегшою — на ринку з'являються конкуренти Fortune та Business Week, у країні починається криза. Берті Форбс утримував журнал на гонорари від матеріалів у інших виданнях. Тираж Forbes за життя свого засновника не перевищував 100 екземплярів. У 1928 році Вільям Хьорст запропонував викупити видання за 10 млн доларів, проте Форбс відмовився і сказав, що прагне «зберегти єдиний незалежний журнал в Америці».

### 1947—1990
У 1947, після смерті засновника видання Берті Форбса, віце-президентом компанії Forbes Incorporated став його син Малкольм. Він намагався примножити статки батька, але власні політичні амбіції ставив вище видавничого бізнесу.
У 1960-ті стає найвпливовішим виданням. У той час головним редактором був Джим Майклс. Експерти стверджують, що на формування сучасної бізнес-журналістики вплинула редакційна політика Forbes у той період. Forbes проводив журналістські розслідування і розповідав людям про діяльність підприємців. Наприкінці 1970-х років Forbes став лідером серед ділових видань в Америці.
У 1981 президентом США став Рональд Рейган. Під час його правління в країні спостерігався стрімкий підйом. Тоді Forbes відіграв важливу роль у суспільно-політичному житті, проповідуючи своє розуміння народного патріотичного капіталізму.

### З 1990
У 1990 Малкольм Форбс помер, і генеральним директором став його син — Стівен Форбс. Йому перейшов спадок розміром 1,4 млрд доларів і 35 % загального капіталу Forbes Incorporated. Крім цього, він отримав 51 % акцій із правом голосу. Стівен Форбс продовжив сімейний бізнес. Але він, як і його батько, намагався задовольнити власні політичні амбіції. У 2000, під час участі в президентській кампанії, він продав акції Forbes і знизив свою частку до 50 %.
Під час роботи Стівена Форбса видання почало виходити японською та португальською мовами, охоплюючи чималу аудиторію в Азії та Латинській Америці. Для максимального збільшення рекламних шпальт видавець використовував різні маркетингові тактики, пропонував великі знижки на підписку.
У 1992 ходили чутки про те, що Forbes зазнає великих збитків. Стівен Форбс спростовував це.
У 1990-ті публікував найбільш змістовний аналіз нового інтернет-підприємництва, що виділяло журнал серед конкурентів. Крім цього, у виданні пропагувалася ідея уніфікації прибуткового податку. У нинішній час дана ідея застосовується в більшості країн.
У 2014 група інвесторів Integrated Whale Media викупила контрольний пакет акцій Forbes Media. 
За останні роки видання Forbes стало ще більш популярним, впливовим і цитованим. За обсягом реклами журнал уважається світовим лідером у медіаіндустрії.

## Загальна інформація
Штаб-квартира журналу розташована на 5-й авеню в центрі Нью-Йорка. Головний редактор — Стів Форбс, видавець — Річард Карлгаард. Журнал Forbes подає читачам інформацію про історії успішних проєктів і їх товарів, історії про провали проєктів і їх причини, життя і діяльність відомих підприємців, причини і наслідки гучних подій, рейтинги найбагатших людей світу, найбільші гонорари зірок шоу-бізнесу і спортсменів, доходи і витрати, бізнес-фокуси і PR-трюки.
Forbes є одним з провідних ділових журналів у світі. Визнання журнал отримав завдяки своїм сміливим розслідуванням у світі бізнесу і об'єктивним оцінкам подій, а також різним спискам і рейтингам, що публікуються ним. Найбільшу популярність здобув список мільярдерів світу.

У США Forbes є другим за обсягом аудиторії діловий журнал з накладом понад 900 тисяч примірників. Кожен номер журналу містить понад 60 аналітичних статей про компанії, їх творців і керівників. Загальна аудиторія Forbes і його міжнародного англомовного видання становить близько 6.8 млн чоловік по всьому світу. Крім того, журнал виходить 45 місцевими мовами, зокрема:
- Forbes Africa
- Forbes África Lusófona
- Forbes Afrique
- Forbes Argentina
- Forbes Australia
- Forbes Austria
- Forbes Baltics
- Forbes Brazil
- Forbes Bulgaria
- Forbes Central America
- Forbes Colombia
- Forbes Chile
- Forbes China
- Forbes Czech
- Forbes Dominican Republic
- Forbes Ecuador
- Forbes En Español
- Forbes Estonia
- Forbes France
- Forbes Georgia
- Forbes Greece
- Forbes Hungary
- Forbes India
- Forbes Indonesia
- Forbes Israel
- Forbes Italy
- Forbes Japan
- Forbes Kazakhstan
- Forbes Korea
- Forbes Latvia
- Forbes Lithuania
- Forbes Lusophone Africa
- Forbes Mexico
- Forbes Middle East
- Forbes Monaco
- Forbes Perú
- Forbes Poland
- Forbes Portugal
- Forbes Romania
- Forbes Russia
- Forbes Serbia
- Forbes Slovakia
- Forbes Spain
- Forbes Thailand
- Forbes Ukraine
- Forbes Uruguay
- Forbes Vietnam

## Головні рейтинги Forbes
- Forbes Global 2000 — список 2 000 найбільших публічних компаній світу — публікується з 2003 року.
- Forbes 30 under 30 — список успішних молодих підприємців, яким ще нема 30 років. У кожній з 10 галузей представлено 30 бізнесменів — публікується з 2011 року.
- Forbes 400 — список 400 найбагатших людей США — публікується з 1982 року.
- Найбагатші люди світу — публікується з 1987 року.

## Крос-медійні проєкти Forbes Inc
- Forbes on Fox — щотижнева фінансово-аналітична програма, що транслюється на Fox News Channel з 2002 року. Ведучий — Девід Есмен. Члени редакції Forbes протягом півгодини обговорюють актуальні питання сучасного бізнесу.
- Forbes on Radio — тригодинна програма, на яку запрошуються як члени редакції Forbes, так і незалежні експерти. Ділові поради, аналіз ринку, огляд новин, уроки від відомих підприємців.
- Forbes Life — журнал, заснований у 2006 році. Видання публікує авторитетні рейтинги, визначає найкращі «фешн», «тревел» та інші тенденції. Путівник у світ вищої якості для тих, хто вміє нею насолоджуватись.
- Forbes Woman — додаток, що з'явився восени 2011 року. Продається разом із журналом. Там теж приділено увагу бізнес-аналітиці й управлінню, але управлінцями виступають жінки. Підприємиці розповідають про свій досвід роботи та радять, як бути успішною. Видання для жінок виходить раз у три місяці. Також кожен випуск містить окрему колонку, присвячену певній країні.
- Forbes Travel Guide — проєкт Forbes, заснований у 1958 році (найперший путівник у США). Включає в себе рейтинги та огляди готелів, ресторанів та курортів. Охоплює багато міжнародних напрямків, до складу яких також входять Макао, Пекін, Сингапур, Шанхай, Мексика, Карибский басейн, Латинська Америка, Японія, Таїланд та Лондон.
- Forbes.com — сайт видання з'явився у 1996 році. Forbes стало одним з перших видань, що запустили власну Інтернет-платформу. Є частиною Forbes Digital, підрозділ Forbes Media LLC. Холдинги Forbes включають в себе частину RealClearPolitics. Разом ці сайти досягають понад 27 мільйонів унікальних відвідувачів щомісяця. Forbes.com використовує гасло «Головна сторінка для світу бізнес-лідерів». Forbes в даний час дозволяє рекламодавцям публікувати повідомлення в блозі на своєму сайті через програму AdVoice.
- True\Slant — медійний стартап, що було запущено у 2010 році. Платформа True\Slant розрахована на журналістів-фрілансерів, які шукають простір для публікації своїх матеріалів.
- Forbes School of Business — спільний проєкт Forbes та Ешфордського університету, що дозволяє усім бажаючим отримати бізнес-освіту онлайн.
- Camerama — додаток для смартфонів, придбаний Forbes Inc. у 2015 році. Дозволяє створювати приватні мережі та ділитися своїми фотознімками з друзями. Створений задля того, аби полегшити обмін зображеннями між різними людьми з усього світу.

## Аудиторія
Відповідно до інформації, представленої в медіакиті Forbes на 2017 рік, аудиторія англомовної друкованої продукції Forbes Media складає 6,8 млн чоловік. Серед них — 58 % чоловіків та, відповідно, 42 % жінок. Кожен другий — decision-maker (тобто особа, що приймає рішення) у сфері бізнесу. Середній річний дохід читача Forbes — $ 280 074. Загальна кількість фоловерів у соціальних мережах — 30 млн чоловік.

## Структура журналу
Постійні рубрики американського Forbes:
- Inside Scoop — роздуми (переважно без інформаційного приводу); веде CPO (директор по виробництву) Льюїс ДВоркін.
- Fact & Comment — роздуми (переважно з інформаційним приводом); веде головний редактор Стів Форбс.
- LeaderBoard — про впливових людей та компанії.
- Verticals — про технології, підприємництво та гроші.
- Forbes Life — про стиль життя.
- Thoughts — цитати видатних підприємців, філософів, письменників тощо.

У регіональних виданнях Forbes від головного американського залишається лише кілька рубрик, акцент робиться саме на місцевому бізнес-просторі. Загальна частка реклами у випуску — приблизно 25 % від усього обсягу.

## Структура сайту
Головна особливість сайту forbes.com –  наявність трьох географічних «режимів» (Америка, Азія, Європа). Вибір регіону впливає на статті, відео та рейтинги, рекомендовані на головній сторінці.
Рубрики у головному меню:
- Editor's picks — анонси вибраних редакторами статей.
- Podcasts — записи подкастів (у більшості випадків — інтерв'ю з визначними бізнесменами).
- Most Popular — найпопулярніші матеріали з усіх рубрик сайту.
- BrandVoice — платформа Forbes для інформаційного рекламного контенту.
- Featured — рубрика, що містить різні (переважно не аналітичні) матеріали, часто портрети, бізнес-історії, поради.
- Live — усе, що стосується івентів, які проводить Forbes Inc.

Сайт також містить тематичне меню — читачі можуть відкрити матеріали на тему великого та малого бізнесу, технологій, інвестицій, стилю життя та ін. Також на forbes.com доступні посилання на офіційні сторінки Forbes різних країн.

## Цікаві факти
- Квітень 1927 — Берті Чарльз Форбс публікує матеріал про Генрі Форда, в якому хвалить його за промислові успіхи, проте засуджує його антисемітизм. Згодом, Форд виступає з вибаченнями.
- Липень 1956 — журнал першим починає друкувати щорічну статистику взаємних фондів. Дослідження швидко починають передруковувати інші видання.
- Липень 1963 — видання перевіряє твердження, що паління призводить до раку, та заключає: «Американська тютюнова індустрія призводить до проблем, яких не викликає жодна інша індустрія».
- Вересень 1972 — обкладинка «The New Super Money Men» вперше визначає професійних атлетів та їх менеджерів як підприємців.
- Березень 1993 — Джордж Гільдер у матеріалі «Telecosm» передбачає поширення безпровідної мережі та  появу комп'ютерів розміром з гаманець — смартфонів.
- Грудень 1996 — матеріал «Is He the Godfather of the Kremlin?» розповідає, що визначальною силою за російським президентом Борисом Єльциним є олігарх Борис Березовський.
- Листопад 2008 — у розквіті економічної кризи Стів Форбс (у статті «How Capitalism Will Save Us») звеличує приховану міць американської економіки та передбачає відновлення глобального буму.[6]

## Forbes Україна
Forbes Україна — українська версія журналу Forbes. Видається з березня 2011 року. З серпня 2016 року по травень 2020 року не видавався (за виключенням одного номера у січні 2017 року). З червня 2020 року видається знову.